# 手塚良仙
手塚 良仙（てづか りょうせん、または良庵（りょうあん）、文政9年（1826年） - 明治10年（1877年）10月10日）は、幕末から明治時代初期の医師・蘭学者。名は光亨。息子は司法官の手塚太郎。大槻俊斎は義弟にあたる。漫画家の手塚治虫の曾祖父である。

## 略歴
江戸の蘭方医・常陸国府中藩医の手塚良仙（手塚光照）を父に生まれ、緒方洪庵の適塾に入門。福澤諭吉らと親しむ。江戸に帰って、伊東玄朴・大槻俊斎らと図り、お玉が池種痘所設立。
父の跡を継ぎ、良仙と改名。幕府歩兵屯所付医師となり、維新後、大日本帝国陸軍軍医となる（大尉相当官）。西南戦争に従軍、九州で赤痢に罹り、長崎陸軍病院にて死去した。

## 家族・親族

### 手塚家
- 祖父・良仙（光行）
- 父・良仙（光照）（1801年 - 1862年。医師、蘭学者）
- 息子・太郎（1862年 - 1932年。司法官）
- 孫・粲（1900年 - 1986年。写真家）
- 曾孫・治（治虫）（1928年 - 1989年。漫画家）
- 玄孫・眞（1961年 - 。映像クリエイター）
- 玄孫・るみ子（1964年 - 。プランニングプロデューサー）

## 著書
- 『妊婦摂生略考』

## 登場する作品
- 手塚治虫『陽だまりの樹』
手塚良仙を主人公の一人とした歴史漫画。大阪の岡場所で手塚ではなく鉄川と名乗っていたエピソードが描かれているが[5]、これは当時適塾で学んでいた福澤の著書『福翁自伝』中の「遊女の贋手紙」の章でも書かれている[6]。
- みなもと太郎『風雲児たち 幕末篇』
幕末史の群像劇を描いた大河歴史ギャグ漫画。適塾時代の福澤のエピソードで、顔が手塚治虫の自画像風で、さらに髷までベレー帽風に描かれた良仙が登場する。

## 演じた俳優
- 中井貴一（「陽だまりの樹」舞台・1992年、1995年、1998年）
- 山寺宏一（「陽だまりの樹」テレビアニメシリーズ・2000年）
- 中尾隆聖（「陽だまりの樹　第一楽章」舞台・2002年）
- 上川隆也（「陽だまりの樹」舞台・2013年）
- 成宮寛貴（「陽だまりの樹」テレビシリーズ・2013年）
- 菅田琳寧（「陽だまりの樹」舞台・2021年）